# 鐘崎 (企業)
株式会社鐘崎（かねざき）は、宮城県仙台市若林区に本社を置く、笹かまぼこなど食品加工品の製造販売を行う企業。
なお、社名の由来は、創業者が現在の福岡県宗像市鐘崎の出身であったことによる。

## 沿革
- 1947年2月 - 創業。
- 1969年3月 - 設立。
- 1978年 - 一番町店（仙台市青葉区一番町3丁目）を開店[2]
- 1993年2月 - 株式を店頭登録。（現在のJASDAQ）
- 2012年11月 - 経営陣によるMBOで上場廃止[3][4]。
- 2021年1月31日 - 一番町店を閉店[2]

## 主な製品
- かまぼこ（笹かまぼこなど）
- おでん種
- 牛タン

## 鐘崎ベルファクトリー
座標: 北緯38度15分26.4秒 東経140度57分20.5秒 / 北緯38.257333度 東経140.955694度
本社工場に隣接し、製品の直売や笹かまぼこの手作り体験、仙台七夕の常設展示を行う施設を併設している。
- 笹かま館
直売店のほか、おおば比呂司の絵画、藤城清治の影絵などが展示されている。
- 食品館
笹かまぼこの手作り体験教室、イートインコーナー
- 七夕館
日本で唯一[5]、江戸時代から明治大正のレプリカ、現代の仙台七夕まつりの七夕飾りを常設展示している。